# Milk and Honey
《Milk and Honey》(밀크 앤드 허니)는 1984년 발표된 존 레논의 여덟번째 정규 음반으로 오노 요코와 공동으로 발표한 음반이다. 영국 차트 최고 3위, 미국 차트 최고 11위를 기록했다.

## 배경
레논의 죽음으로 인해 프로젝트가 일시적으로 중단되었지만, 《Milk and Honey》는 《Double Fantasy》에 이어 발표될 후속 음반이었다. 녹음은 레논이 살해되기 직전까지 행해지고 있었지만, 레논의 사망으로 인해 미완성으로 남게 되고 레논의 사후 약 3년 후에야 오노에 의해 편집되어 발표되었다. 곡 구성은 전작과 마찬가지로 레논과 오노의 곡이 절반씩 교대로 수록되어 있다. 오노의 곡들은 주로 1983년 음반 준비 과정에서 새로운 녹음으로 구성되어 상업성과 현대성이 더해졌다. 반면, 레논의 곡들은 다소 거칠며, 리허설 단계의 곡들로 구성되어 캐주얼 한 느낌을 더 준다.

## 음악과 가사
<Nobody Told Me>는 레논이 링고 스타의 1981년 음반 《Stop and Smell the Roses》를 위해 의도하여 만든 곡으로, 싱글 컷 되어 미국 차트 5위, 영국 차트 6위까지 올랐다. 다른 싱글 컷 된 곡들은 <I'm Stepping Out>과 <Borrowed Time>으로, <I'm Stepping Out>는 미국 차트 55위, 영국 차트 88위까지 올랐다. 부인 오노에게 "어떤 운명에 처해지더라도 함께 늙어가자"라고 호소하고 있는 곡, <Glow Old With Me>는 로버트 브라우닝의 시 <Grow old along with me!>에서 영감을 얻어 작곡한 곡으로, 집에서 녹음된 데모 테이프 음원에 리버브 등의 효과가 추가되어 수록되어 있다. 오노 또한 엘리자베스 바렛 브라우닝의 시 <How do I love thee? Let me count the ways.>에서 영감을 얻어 <Let Me Count the Ways>를 작곡, 이 음반에서 수록하고 있다.

## 제목
음반 제목은 오노로부터 나온 것이다. 오노는 "젖과 꿀이 흐르는 땅"(the land of milk and honey), 미국으로의 그들의 여정을 언급했다고 설명했다. "그러나 성경에서도 '젖과 꿀이 흐르는 땅'은 약속의 땅으로 죽은 후에 갑니다.", 오노는 계속해서 말했다. "그래서 그 제목을 생각한 것은 매우 이상한 일이었습니다. 거의 무서운 - 천국에서 누군가 다음 음반 "Milk and Honey"를 부르라고 말하는 듯 한."

## 표지 및 속지
《Milk and Honey》의 재킷 앞면과 뒷면은 《Double Fantasy》에서 일본인 사진 작가 시노야마 기신이 촬영한 세션의 또 다른 샷이 사용되고 있다. 하지만, 컬러로 표시되고 있는 점이 다르다. 이너 게이트폴드에는 브라우닝 부부의 시("Rabbi ben Ezra!", "How do I love thee?"), 그리고 레논 부부의 가사("Grow Old with Me", "Let Me Count the Ways")가 실려져 있고, 이와 함께 미국의 사진 작가 알란 타넨바움이 촬영한 레논 부부의 사진이 함께 실려져 있다. 가사를 포함하고 있는 이너 슬리브에는 오노의 서문이 씌여져 있으며, 자신과 레논이 로버트 브라우닝과 엘리자베스 바렛 브라우닝의 환생이라고 주장하는 내용도 있다.

## 재발매
2001년, 오노의 지휘 아래 1980년 12월 8일, 존이 사망하기 몇 시간 전 녹음 된 RKO 라디오 방송국과의 22분 짜리 마지막 인터뷰와 3곡의 보너스 트랙이 추가 수록된 디지털 리마스터링 음반 《Milk And Honey New Century Edition》이 발매되었다. <Grow Old With Me>는 원래의 데모 테이프에서 리마스터링 되어 수록 되었다.

## 트랙 목록
모든 곡들은 존 레논 또는 요코 오노에 의해 씌여졌다.
Side one
1. "I'm Stepping Out" (존 레논) – 4:06
2. "Sleepless Night" (요코 오노) – 2:34
3. "I Don't Wanna Face It" (존 레논) – 3:22
4. "Don't Be Scared" (요코 오노) – 2:45
5. "Nobody Told Me" (존 레논) – 3:34
6. "O' Sanity" (요코 오노) – 1:05

Side two
1. "Borrowed Time" (존 레논) – 4:29
2. "Your Hands" (요코 오노) – 3:04
3. "(Forgive Me) My Little Flower Princess" (존 레논) – 2:28
4. "Let Me Count the Ways" (요코 오노) – 2:17
5. "Grow Old with Me" (존 레논) – 3:07
6. "You’re the One" (요코 오노) – 3:56

Bonus tracks
1. Every Man Has a Woman Who Loves Him (요코 오노)- 3:19
2. I'm Stepping Out (홈 버전) (존 레논) - 2:57
3. I'm Moving On (홈 버전) (요코 오노) - 1:20
4. Interview with J & Y, 8 December 1980 - 21:55

## 참여
- 존 레논 – 프로듀서, 기타, 키보드, 보컬
- 요코 오노 – 프로듀서, 보컬
- 존 트로피아 – 기타
- 얼 슬릭 – 기타
- 하워드 존슨 – 호른
- 지미 메이른 – 퍼쿠션
- 엘리엇 란다 – 기타
- 고든 그로디 – 보컬
- 빌리 알레시 – 보컬
- 바비 알레시 – 보컬
- 피트 칸나로찌 – 신디사이저
- 앤디 뉴마크 – 드럼

- 폴 그리핀 – 드럼
- 네일 제이슨 – 베이스
- 아서 젠킨스 – 퍼쿠션
- 토니 레빈 – 베이스
- 스티브 러브 – 기타
- 휴 맥크라켄 – 기타
- 웨인 페지위아트 – 베이스
- 조지 스몰 – 키보드
- 피터 톰 – 보컬
- 에드 월쉬 – 키보드
- 커트 야지안 – 보컬
- 비스누 카야 아디 위보오 – 기타, 보컬

## 차트
| Chart (1984)               | Position |
| -------------------------- | -------- |
| 호주 켄트 뮤직 리포트      | 4        |
| 오스트리아 음반 차트       | 12       |
| 캐나다 RPM (잡지)          | 15       |
| 네덜란드 메하하르츠        | 4        |
| 프랑스 음반 협회           | 10       |
| 이탈리아 음반 차트         | 16       |
| 일본 오리콘                | 3        |
| 뉴질랜드 리코디드 뮤직 NZ  | 34       |
| 노르웨이 VG-리스타         | 7        |
| 스웨덴 스베리예토프리스탄  | 3        |
| 스위스 슈바이처 히트파라데 | 15       |
| 영국 음반 차트             | 3        |
| 미국 빌보드 200            | 11       |
| 서독 미디어 컨트롤 차트    | 20       |

| Chart (1984)          | Position |
| --------------------- | -------- |
| 호주 켄트 뮤직 리포트 | 67       |
| 캐나다 RPM (잡지)     | 82       |
| 이탈리아 음반 차트    | 64       |
| 일본 오리콘           | 83       |